# 耶律直魯古
耶律 直魯古（やりつ ちょくろこ、契丹音：ヤルート・チルク）は、西遼の第3代（最後）の皇帝。仁宗耶律夷列の次男。

## 生涯
紹興13年（1163年）、仁宗が若くして崩御した時はまだ幼かったため、その後は耶律夷列の妹の普速完（プスワン）が称制を執った。崇福14年（1177年）、普速完が夫の蕭朶魯不を惨殺し（夫の弟の蕭朴古只沙里との不倫が原因といわれる）、さらに蕭朶魯不の父の蕭斡里剌によって蕭朴古只沙里と共に殺害された。蕭斡里剌は既に成人していた直魯古の長兄（名は不詳）を擁立したが、反対派が直魯古を擁立し、直魯古の兄と蕭斡里剌を殺害した。こうして直魯古が即位した。しかし、直魯古は兄を殺害したこともあって人望がなかった上に暗愚で、属国であったホラズム・シャー朝やサマルカンドの西カラハン朝、天山ウイグル王国などに独立されるなど、西遼は次第に衰退の傾向を見せた。
特に天禧23年（1200年）に即位したホラズム・シャー朝のアラーウッディーン・ムハンマドは、ホラーサーン以西以南のイラン・アフガニスタン諸地域へ盛んに遠征と地方支配を行って国力を増強し、西遼の支配から独立を目指して、マー・ワラー・アンナフルの西カラハン朝のオスマーンと連合し、反抗を企てた。天禧31年（1208年）に西遼が中央アジアに派遣した官吏が殺され、ホラズム・シャー朝と西カラハン朝の連合軍がシルダリヤ川を渡って西遼本国へ侵攻したが、西遼軍はこれの撃退に成功した。一時はアラーウッディーンを捕縛している。
天禧31年（1208年）、モンゴルのチンギス・カンに敗れて追われたナイマン族の王子のクチュルクを庇護し、自身の女婿として迎えるなど厚遇して、モンゴルの西征に備えようとした。しかし、天禧34年（1211年）に体勢を立て直したアラーウッディーンと西カラハン朝のオスマーンに再び反乱を起こされ、直魯古はこれを討伐するため将軍ターヤンクー率いる遠征軍にサマルカンドを包囲させたが、西遼軍の不在の隙を突いてクチュルクもまた西遼本国で反乱を起こした。クチュルクは事前にアラーウッディーンと内通し、マー・ワラー・アンナフル以西の地とパミール高原以東の西遼本国をアラーウッディーンと自らで二分することを決めていたのである。クチュルクはオトラル下流のウーズカンドにあったという西遼皇帝の宝庫を略奪し、さらに首都クズオルドを狙った。直魯古は自ら軍を率いてクチュルクの反乱軍を撃退したが、今度は首都クズオルドでも住人たちがアラーウッディーンを君主として迎えるため反乱を起こし、自らの都を陥落させねばならなくなった。直魯古はクズオルドを16日間の包囲の後に陥落させ、住民を虐殺して取り戻したものの、クチュルクから奪還した宝庫の財宝の処遇を巡って幕僚たちと不和になり、軍を散会するよう命じた。これが災いしてクチュルクの反撃を許し、直魯古はクチュルクの軍に捕縛された。
このクーデターによって直魯古は実権を奪われた。この年はクーデターに前後して、東方の属国であった天山ウイグル王国も西遼を見限ってチンギス・カンのモンゴル帝国に帰順しており、西遼は徳宗耶律大石直系の君主に加え、ホラズム・シャー朝、西カラハン朝、天山ウイグル王国という主要な3つの属国を完全に失った。1213年に死去するまで、クチュルクは妻の父の直魯古を太上皇として戴いていたが、西遼は実質的にはクチュルクの簒奪によって滅亡してしまった。

## 『遼史』の記述
『遼史』（巻三十 本紀第三十）には、「仁宗次子直魯古即位，改元天禧，在位三十四年。時秋出猟，乃蛮王屈出律以伏兵八千擒之，而拠其位。遂襲遼衣冠，尊直魯古為太上皇，皇后為皇太后，朝夕問起居，以侍終焉。直魯古死，遼絶。」とある。